# Roy Rubin
Roy Rubin (nacido el 9 de diciembre de 1925 en Nueva York, Nueva York y fallecido el 5 de agosto de 2013 en Fort Lauderdale, Florida) fue un jugador y entrenador de baloncesto estadounidense que dirigió durante una temporada a los Philadelphia 76ers de la NBA.

## Trayectoria deportiva

### Universidad
Jugó durante tres temporadas en los Cardinals de la Universidad  de Louisville. En 1951, ayudó al equipo a conseguir un balance de 19 victorias y 7 derrotas, que hacían que entraran por primera vez en el Torneo de la NCAA. Anotó 4 puntos y cogió 2 rebotes en la derrota en primera ronda ante el número 1 de la liga, Kentucky.

### Entrenador
Comenzó su carrera de entrenador en el Christopher Columbus High School en el Bronx, donde logró seis campeonatos locales en nueve temporadas. En 1961 se hizo cargo del banquillo de los Blackbirds de la Universidad de Long Island, a los que llevó al número uno entre las pequeñas universidades del país en 1968, logrando alcanzar la segunda ronda en el  National Invitation Tournament, el mejor resultado alcanzado hasta la fecha por la universidad. Logró un total de 174 victorias por 94 derrotas en 11 años en el puesto.
En 1972 fue contratado como entrenador principal de los Philadelphia 76ers, después de que renunciaran al puesto tanto Al McGuire como Adolph Rupp. Perdió sus primeros 15 partidos, récord de la NBA en ese momento, superado en la temporada 2014-15 también por los Sixers, y acumuló 4 victorias y 47 derrotas hasta que fue reemplazado en el banquillo por Kevin Loughery.

## Estadísticas
| Equipo             | Temp.   | P  | V | D  | %V-D | Finalizó | PP | VP | DP | %V-DP | Resultado |
| ------------------ | ------- | -- | - | -- | ---- | -------- | -- | -- | -- | ----- | --------- |
| Philadelphia 76ers | 1972-73 | 51 | 4 | 47 | .078 |          |    |    |    |       |           |
| Total              |         | 51 | 4 | 47 | .078 |          |    |    |    |       |           |